# آننویل-ویلمنیل
آننویل-ویلمنیل (به فرانسوی: Annouville-Vilmesnil) یک کمون در فرانسه است که در canton of Goderville واقع شده‌است. آننویل-ویلمنیل ۵٫۸۲ کیلومتر مربع مساحت دارد ۱۳۶ متر بالاتر از سطح دریا واقع شده‌است.